# 受信ブースター

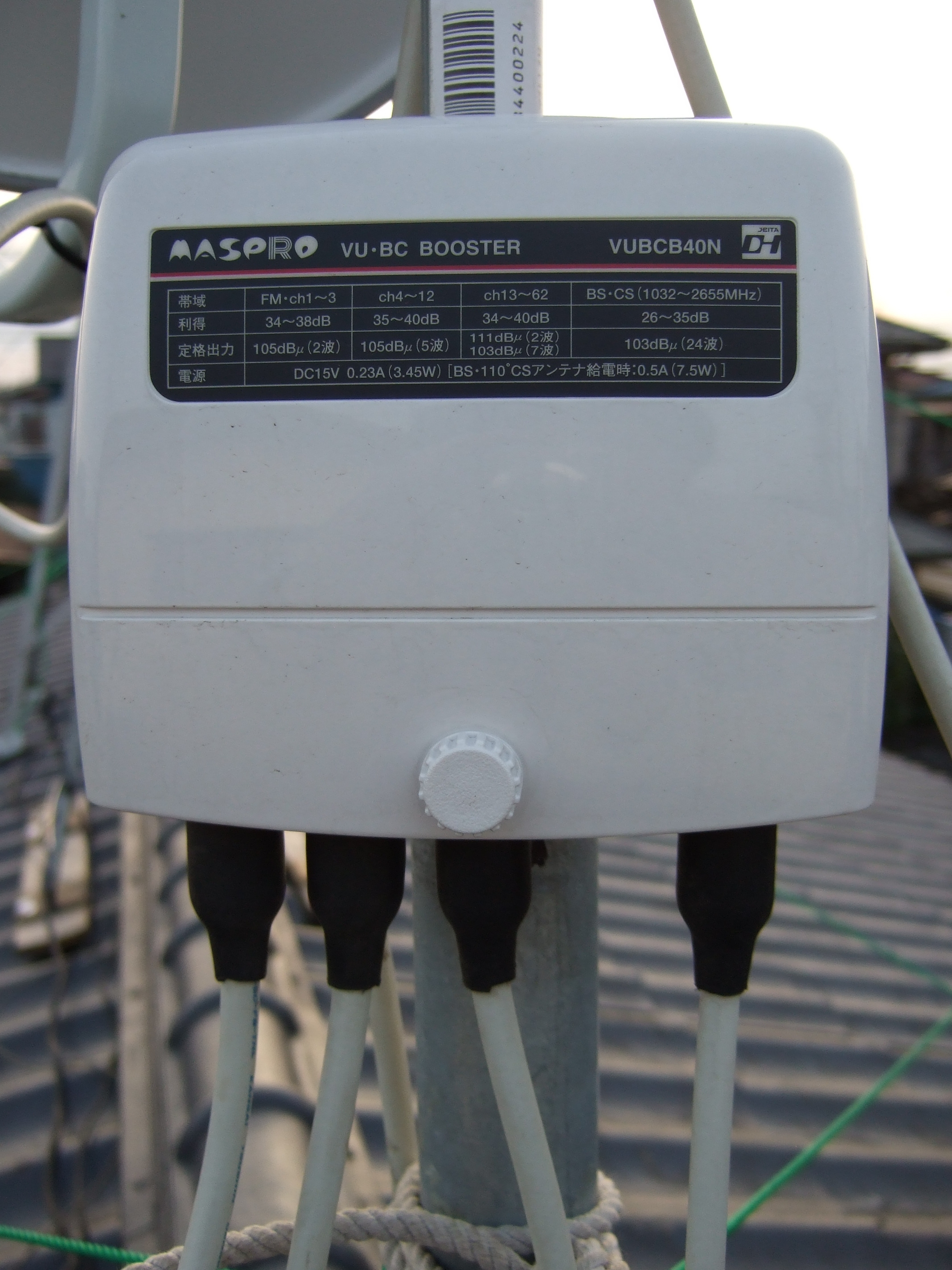
受信ブースター。VHF（FMラジオとテレビ）、UHFテレビ、BS/CSテレビの電波をそれぞれ増幅・混合し、1本の同軸ケーブルに出力する。電源の直流 15Vは、出力同軸ケーブルを通して供給される。
マスプロ電工 VUBCB40N。

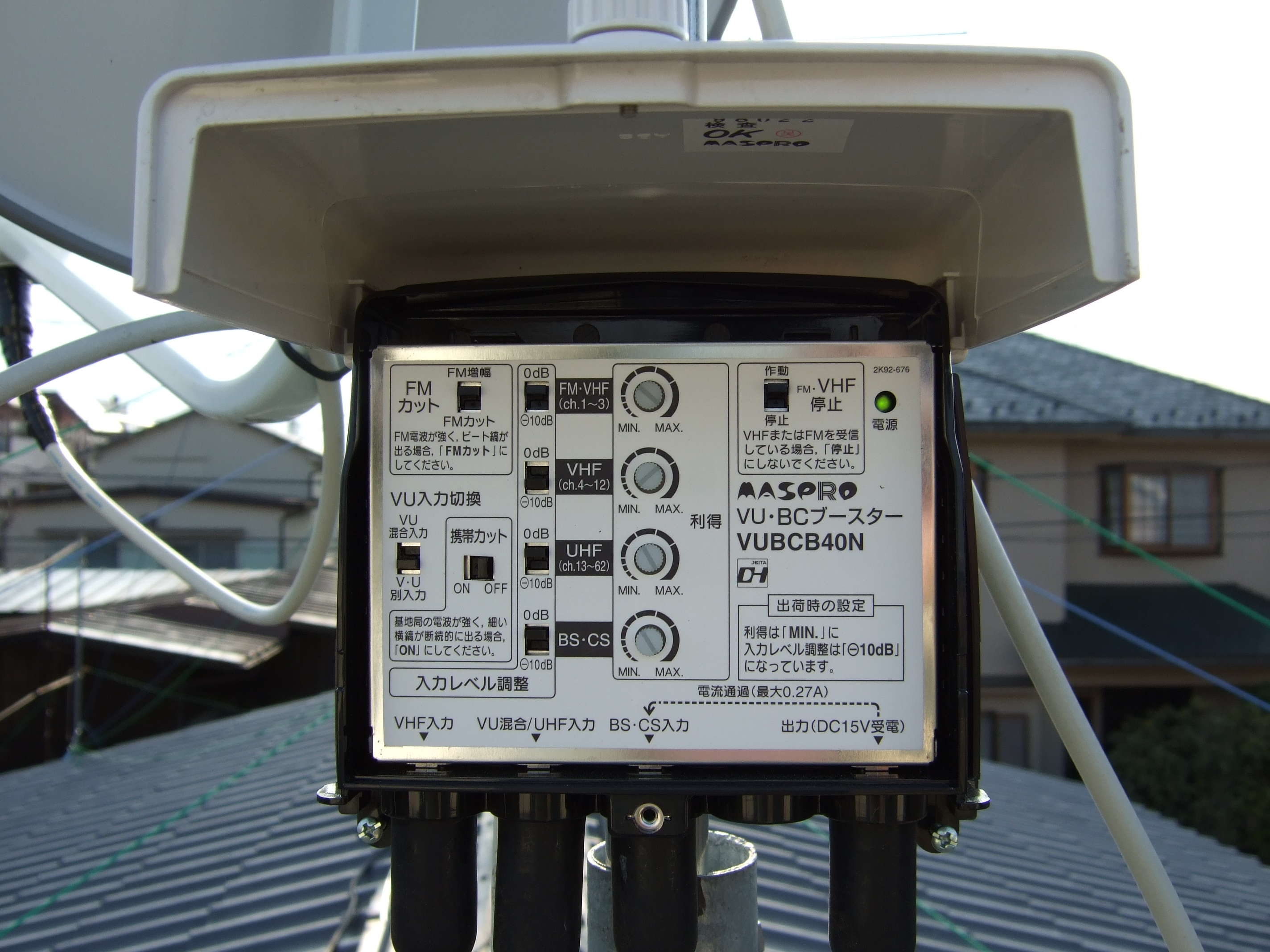
ふたを開けると利得などが制御できるようになっている。
マスプロ電工 VUBCB40N。

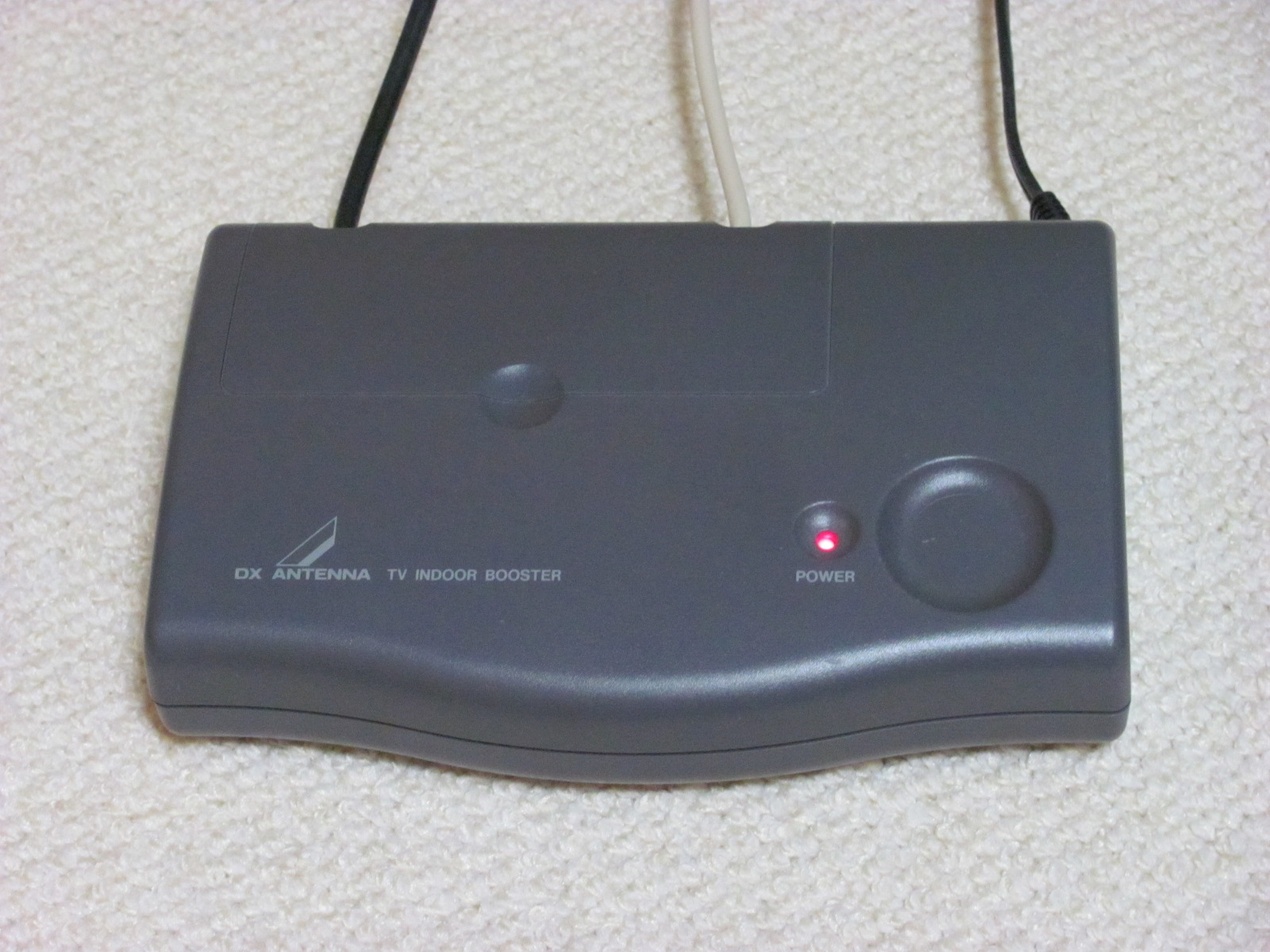
屋内用受信ブースター

受信ブースター（じゅしんブースター）とはプリアンプの一種で、アンテナで受信した電波を増幅する機器である。ブースター、プリアンプともいう。地上テレビ放送用、衛星放送用、無線受信用、GPS受信用などの種類がある。

## ブースターの役割
受信ブースターは電波が弱い場合やアンテナと受信機が離れている場合、1本のアンテナから複数の受信機へ信号を分配する場合などにアンテナと受信機との間に挿入して信号を正常に受信するために使用される。後に説明するが、ブースターでは信号と共にノイズも増幅するため、使用しても信号品質（C/N比）が良くなるわけではない。従って、増幅率の高いブースターを使用しても、ノイズに埋もれるような微弱な放送波の受信状況が大幅に改善することはない。また、信号を増幅し過ぎると、受信装置の電気回路が飽和して信号が歪んでしまい、逆に受信状況が悪化することになる。ブースターの取扱いはシビアであり、十分に活用するためには専門的な知識が必要である。ブースターはあくまでもアンテナの補助装置であり、根本的に受信状況を改善する場合には、アンテナ自体の高感度化が必要となる。

### 受信レベル
受信機が信号を正常に受信するためには、まず入力端子で受信信号の大きさ（レベル）が所定の範囲内にあることが必要である。受信機の入力で、レベルが高すぎても低すぎても正常に受信することは出来ない。受信ブースターは、受信機の入力レベルが所定より低い場合に、これを増幅して上げる働きをする。

### C/N比
受信信号レベルを雑音レベルで割り算したCN比が、所要CN比より大きいことも必要である。
受信ブースターで信号に熱雑音が加算される。熱雑音は、抵抗体内の自由電子が熱によってランダムに振動することによって生じる。ブースター内で熱雑音は主にトランジスタなどの増幅素子で発生し、さらに雑音指数（NF）倍に増加する。製品には雑音指数NFとして表示されていることが多いが、設置者にわかりやすい表示として実用入力レベルの最小値が表示されている製品もある。NFは小さいほど性能が良く、付加される雑音レベルが低くなる。熱雑音は抵抗の絶対温度に比例するのでNFと使用温度が一定であれば、熱雑音レベルは一定になる。従って、CN比はブースター入力の受信信号レベルによって決まる。
電波の受信信号レベルは、送信所が遠方にある場合や地形・建造物・樹木等による遮蔽がある場合に減衰し低くなる。またマルチパス、フェージングでレベルが低くなる場合がある。受信アンテナは、アンテナ利得が高いほど高いレベルの受信信号を取り出すことができる。また、アンテナと受信ブースターを接続する同軸ケーブルの損失によるレベルの低下も無視できないため、受信ブースターを設置する場合、可能な限りアンテナに近いところに設置することが推奨される。このため同軸ケーブルを受信ブースターへの給電線に用いることができるよう、電源部を分離できる構成になっている受信ブースターもある。

## 微弱なテレビ放送信号の受信
微弱なテレビ放送を受信するには信号レベルを上げ雑音レベルを下げるために以下の処理が必要となる。
- パラスタックアンテナなど利得が高いアンテナで、素子数が多い製品を使用する。
- NFの小さい屋外型受信ブースターを使用する。
- 受信ブースターをアンテナ直下に設置し、アンテナと受信ブースター間の接続ケーブルは損失の少ない衛星放送用のS5C-FB同軸ケーブル等を使用する[1]。
- UHFアンテナと受信ブースター入力間には合成器や分配器、フィルタ等を入れず出力側に入れる[2]。

### 都市雑音
送信アンテナから受信アンテナ間に存在する電気・電子機器や自動車、オートバイ、送電線等から発生する都市雑音の場合、受信ブースターを使用しても信号と同時に都市雑音も増幅してしまうためCN比の改善は出来ない。

## 電波望遠鏡
電波望遠鏡では宇宙から到来する極微弱な電波を受信するために、プリアンプ（受信ブースター）を絶対零度近くまで冷却することにより雑音を低減している。

## 衛星放送受信用
衛星放送受信用受信用ブースターは衛星放送の受信において、1本のアンテナから複数のテレビへ配線する場合などに使用される。地上テレビ受信用ブースターと一体化されている製品が一般的である。

### 電源
受信ブースターを動作させるための電力を供給する必要があり、増幅器部分と電源供給部分が分離するものと一体のものがある。一般的に地上波放送用では、コンセントから増幅器に電源を供給する。増幅部・電源部分離型では屋内に設置した電源部にコンセントからの電源を接続し、電源部からアンテナ線を通してアンテナ直下のブースターに電力を供給している。
衛星放送受信用では、パラボラアンテナの受信部にあるLNBコンバータを動作させるためにテレビや衛星チューナーからアンテナ線に電源（DC15V）が供給されており、この電力を使ってブースターを動作させる製品もある。逆に集合住宅の場合や、機器や屋内配線などの都合でテレビなどからパラボラアンテナに給電できない場合に、ブースターからパラボラアンテナに電力を供給する機能を持つ製品も多い。

## 無線設備用
送受信をするトランシーバー等の受信用に、アンテナとトランシーバーとの間に挿入する。そういった設備では送受信を1本のアンテナで兼用することが多いわけだが、その場合の送信電力で破壊されないように、送信開始時に、直ちにアンプとの接続を遮断しバイパスするスイッチを持つことが、受信専用の場合と異なる特徴である。

## GPS受信用
最初からアンテナに内蔵された状態で、単にGPSアンテナとして市販されている。